# 악어고기

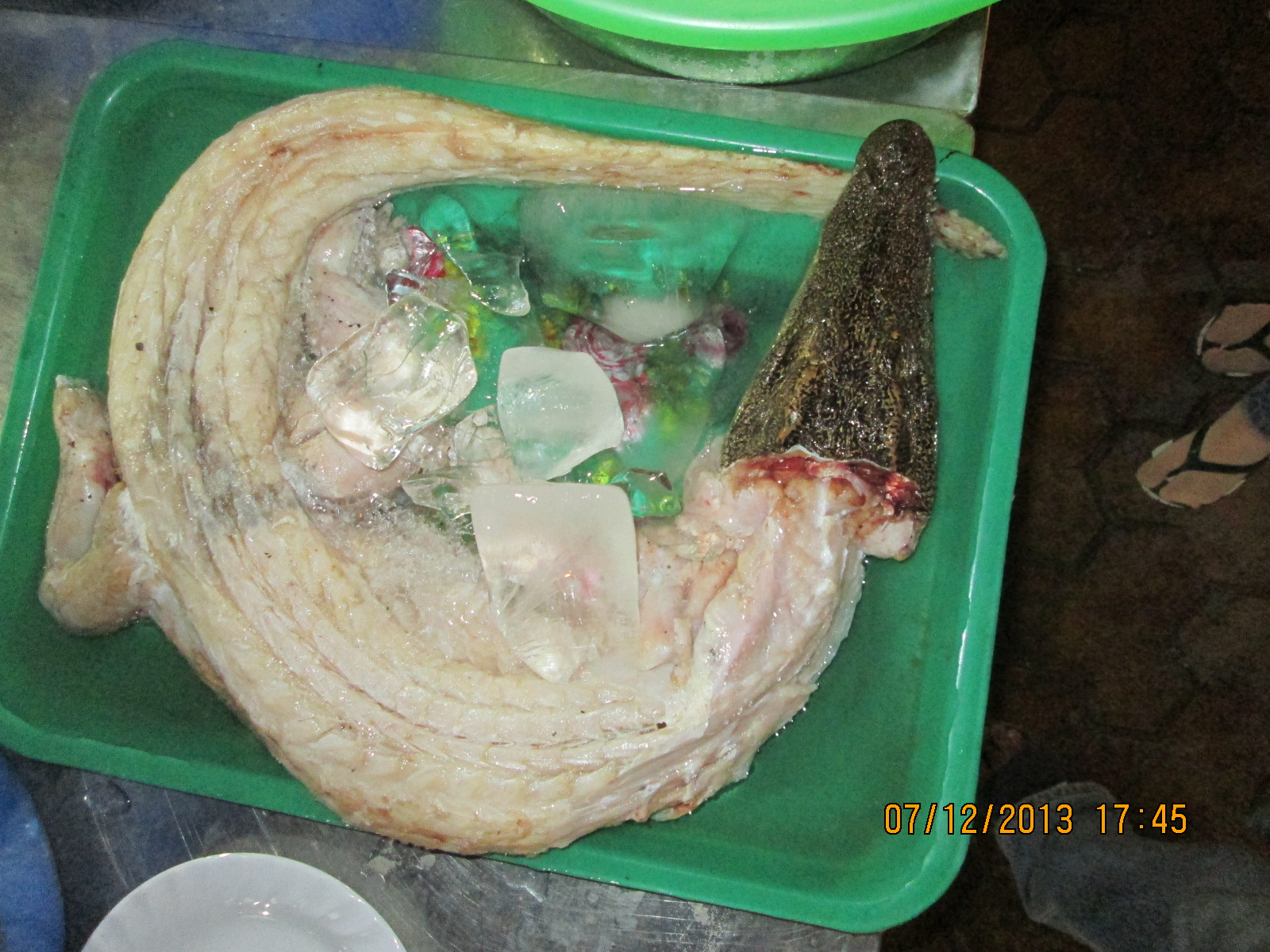
무이네 시장에 있는 악어고기

악어고기는 돼지고기나 닭고기보다 단백질 함량이 많고 지방질과 칼로리는 적으며, 영양소 함유량은 높고 18종 아미노산이 풍부하여 알레르기와 기관지 천식, 스태미너에 좋아 식용한다. 맛은 닭고기, 새우와 유사하다.
'샴악어' (학명: Crodylus Siamensis)를 주로 식용 사용하며, 샴 악어는 강한 면역체와 항체를 보유하여 BSE, FMD, AI (광우병, 구제역, 조류인플루엔자)등과 같은 가축 전염성 질병이 없다.
악어고기 100g 당 지방 함유량은 1.9g, 단백질 함유량은 21.1%, 칼로리는 436Kcal이다.
악어는 '멸종위기에 처한 야생동식물종의 국제거래에 관한 협약 (CITES)' 2급 멸종위기보호종으로 등재되어 악어고기의 사용은 지방환경청의 일부 규제를 받고 있다.

## 같이 보기
- 사냥감